# Aeroportul Geraldton
Aeroportul Geraldton (IATA: GET, ICAO: YGEL) este un aeroport din Australia de Vest, Australia ce deservește zona Geraldton⁠(d). Aeroportul a fost tranzitat în 2022 de 80.206 pasageri.
Situat la o altitudine de 37 m, aeroportul dispune de o singură pistă.